# Agylla gigas
Agylla gigas är en fjärilsart som beskrevs av Franciscus J.M. Heylaerts 1891. Agylla gigas ingår i släktet Agylla och familjen björnspinnare. Inga underarter finns listade i Catalogue of Life.